# Nouvelle-Aquitaine
Nouvelle-Aquitaine (tidligere Aquitaine-Limousin-Poitou-Charentes) er en af de nye regioner, der blev oprettet pr. 1. januar 2016. Den er en fusion af regionerne Aquitaine, Limousin og Poitou-Charentes. Nouvelle-Aquitaine ligger i den sydvestlige del af Frankrig, ud til Atlanterhavet og grænsende op til Pyrenæerne og Spanien mod syd. Den største by i regionen er Bordeaux.
Navnet Nouvelle-Aquitaine blev endeliget vedtaget ved et dekret i september 2016.